# Колісник Віктор Павлович
Віктор Павлович Колісник (нар. 19 липня 1960, с. Підвисоке Борівський район, Харківська область, Українська РСР) — український правник, Суддя Конституційного Суду України (2016–2025). Член-кореспондент НАПрН України. Доктор юридичних наук, професор.

## Життєпис
У 1985 р. закінчив Харківський юридичний інститут (нині — Національний юридичний університет імені Ярослава Мудрого), де залишився працювати на посадах від стажиста-дослідника до професора кафедри конституційного права України.
У 1990 році Віктор Колісник, під науковим керівництвом професора Рафаіла Павловського, захистив дисертацію на здобуття наукового ступеня кандидата юридичних наук на тему «Организационно-правовые взаимоотношения местных Советов народных депутатов с предприятиями (объединениями) вышестоящего подчинения». Його офіційними опонентами на захисті даної роботи стали професори Микола Конін та Ігор Бутко.
У 2001—2004 роках працював начальником Управління планування і координації правових досліджень в України Академії правових наук України.
У 2003 році Віктор Колісник, з науковим консультантом професором Юрієм Тодикою, захистив дисертацію на здобуття наукового ступеня доктора юридичних наук на тему «Конституційно-правові проблеми регулювання міжнаціональних відносин в Україні в умовах становлення правової держави». Його офіційними опонентами на захисті даної роботи стали професори Віктор Погорілко, Ніна Нижник та Аурел Георгіца.
З 2004 — 2016 професор кафедри конституційного права України Національної юридичної академії України імені Ярослава Мудрого.